# Život je jinde
Život je jinde je druhý román Milana Kundery z roku 1969. Je psán česky a pojednává o osudech naivního básníka Jaromila před druhou světovou válkou a po ní. Román obsahuje autobiografické prvky. Jaromil je totiž také básník, také stalinistický  , také udá svého známého a pak se se svým osudem pokouší morálně vyrovnat (o Kunderově spolupráci s StB se objevily určité důkazy až v 21. stol.).
Poprvé byl vydán ve francouzském překladu v roce 1973 pod názvem La vie est ailleurs (Gallimard, Paris, překlad François Kérel), v češtině ho vydalo až exilové nakladatelství Sixty-Eight Publishers v Torontu v roce 1979. Definitivní autorizovaná verze vyšla francouzsky roku 1987, v češtině román znovu vyšel v nakladatelství Atlantis roku 2016.
Publicista Petr Pospíchal v rozhovoru s Markétou Bidrmanovou, publikováno v Rozhovory Seznam Zpráv 26.6.2020: "Ta tehdejší teze Respektu z roku 2008 o Kunderově udavačství je slabá, málo podložená a je postižená velmi vágní interpretací. Téma má prozkoumat někdo, kdo je k tomu plně způsobilý a kdo opravdu zjistí, jak to bylo, ale to se nestalo. A proto si nemyslím, že by kdokoliv měl právo říkat: Kundera byl udavač." "Já sám jsem jako politický vězeň strávil pár let ve vězení. A určitě pro mě je důležité rozumět tomu, jak represe vzniká, proč vzniká, to pro mě hrálo jistou roli vždycky. Na druhou stranu, je to událost stará 70 let, je to prostě dávno. A ta doba je natolik strukturálně jiná, že vmyslet se do té tehdejší doby je těžké. Pro mě osobně by to hrálo v posuzování Kundery roli, kdybych cítil, že je to věrohodně doloženo. Ale já to necítím."
Sám Kundera o svém románu: "Tématem mých románů není kritika společnosti. Život je jinde je situován do roku 1948, do doby zešílevšího stalinismu. Ale mou ambicí nebylo kritizovat režim! Kritizovat ho v roce 1969, kdy jsem román dopisoval, by bylo nošení dříví do lesa. Téma románu je existenciální: je to téma lyrismu. Revoluční lyrismus komunistického teroru mne zajímal, protože vrhal netušené demaskující světlo na odvěký lyrický sklon člověka. "Milan Kundera: Poznámka autora [prosinec 1992] v románu Nesmrtelnost, Atlantis 2006, s. 376. Milan Kundera napsal Život je jinde česky v roce 1969; poprvé vyšel francouzsky pod názvem La vie est ailleurs v Éditions Gallimard roku 1973; v témže roce román získal francouzskou literární cenu Prix Médicis. Česky vyšel poprvé v nakladatelství Sixty-Eight Publishers, Corp. v Torontu roku 1979.

## Česká vydání
- Život je jinde. Sixty-Eight Publishers, Toronto 1979
- Život je jinde. Atlantis, Brno 2016